# کوربنش
کوربنش (به لاتین: Kurbnesh) یک شهر در آلبانی است که در ناحیه میردیته واقع شده‌است. کوربنش ۴۸۹ نفر جمعیت دارد.